# Onthophagus schultzei
Onthophagus schultzei är en skalbaggsart som beskrevs av Gillet 1927. Onthophagus schultzei ingår i släktet Onthophagus och familjen bladhorningar. Inga underarter finns listade i Catalogue of Life.